# Carlos Escobar (Fußballspieler, 1989)
Carlos Humberto Escobar Ortiz (* 24. Dezember 1989 in Coquimbo) ist ein chilenischer Fußballspieler. Der Stürmer gewann zwei Mal die chilenische Meisterschaft.

## Karriere
Carlos Escobar begann seine Karriere 2006 in seiner Heimatstadt bei Coquimbo Unido und wurde 2007 an Deportes Temuco verliehen. Im Mai 2011 wurde er von Nationaltrainer Claudio Borghi zu einem U25-Trainingslehrgang der Nationalmannschaft eingeladen. Im Jahr 2012 wechselte der Offensivakteur zum CD O’Higgins, mit dem er in der Apertura 2013/14 die erste Meisterschaft der Vereinshistorie gewann. Im Folgejahr gewann er mit O’Higgins auch den Supercup gegen Pokalsieger Deportes Iquique im Elfmeterschießen. Mitte 2014 wurde Escobar an den CD Cobresal verliehen und gewann in der Clausura 2014/15 seinen zweiten Meistertitel. Anschließend spielte er noch für San Luis, für Universidad de Concepción und erneut für Cobresal in der Primera División sowie für Deportes Temuco in der Primera B. Im Jahr 2023 unterschrieb er beim peruanischen Verein Sport Huancayo und kehrte im Folgejahr nach Chile zu Deportes Concepción aus der Segunda División zurück.

## Erfolge
O’Higgins
- Chilenischer Meister: 2013/14-A
- Chilenischer Supercup-Sieger: 2014

Cobresal
- Chilenischer Meister: 2014/15-C